# Tlingit-Münzenrüstung
Die Tlingit-Münzrüstung (engl. Tlingit coin armour) ist eine Schutzwaffe aus Alaska.

## Beschreibung
Die Tlingit-Münzrüstung besteht aus Leder und Bronze. Auf ein Untergewand aus Leder wurden Bronzemünzen, die meist aus China stammten, aufgenäht. Man wählte chinesische Münzen, da diese bereits ein Loch in der Mitte besaßen, mit dem man sie aufnähen konnte. Die Münzen stammten aus Handelstransaktionen mit Händlern aus Boston oder auch mit russischen Pelzhändlern, bei denen Felle von Seeottern gegen Metallwerkzeuge und Ähnliches getauscht wurden. Das Untergewand besteht aus gegerbtem Robbenleder. Auf dieses Untergewand wurden die Münzen in waagerechten oder schräg verlaufenden Reihen überlappend oder auch einzeln stehend genäht. Zu der Rüstung gehören außerdem noch ein Halsschutz und ein Helm, beide sind nicht mit Münzen besetzt. Der Helm ist in der Form eines grimassenhaften menschlichen Gesichtes geschnitzt (siehe Tlingit-Kriegshelm). Diese Rüstungen gelten als Nachweis für den hohen technischen und künstlerischen Standard der Nordwestküstenindianer.